# Ivana Janů
Ivana Janů (Plazy, 14 maart 1946) is een Tsjechisch politicus en rechter. Begin jaren negentig was ze lid van het Tsjechische parlement voor de Christendemocratische Unie-Tsjechische Volkspartij. Ze is sinds 1996 rechter van het constitutionele hof en was dat van 2001 tot 2004 van het Joegoslavië-tribunaal.

## Levensloop
Janů studeerde in 1972 af in internationaal recht aan de Karelsuniversiteit in Praag en behaalde daar in 1974 haar doctorsgraad. Tussen 1973 en 1983 werkte ze op het gebied van hydro-economische en milieuwetgeving voor het onderzoeksinstituut voor water van het Ministerie van Landbouw. Van 1983 tot 1989 was ze bedrijfsjurist van het bouwbedrijf in Praag.
Ze was actief in de demonstraties van 1989, en na afloop van de Fluwelen Revolutie werd ze in 1990 gekozen tot parlementslid voor de Christendemocratische Unie-Tsjecho-Slowaakse Volkspartij en in 1992 herkozen voor de Tsjechische variant toen Tsjecho-Slowakije zich opdeelde in twee landen. In dat jaar werd ze door het parlement gekozen tot delegatieleider bij de Raad van Europa in Straatsburg. Hier had ze zitting in verschillende politieke en juridische commissies.
Op uitnodiging van het Amerikaanse Congres bestudeerde ze twee maanden lang tot november 1993 de democratische en grondwettelijke systemen van de Verenigde Staten. Hierna werd ze door president Václav Havel benoemd tot rechter en vicepresident van het constitutionele hof van Tsjechië. Hier was ze belast met de afdeling voor buitenlandse zaken.
In de zomer van 1996 verbleef ze opnieuw in de VS en gaf ze daar les als gasthoogleraar aan de Law School van de Universiteit van Ohio op het gebied van de transformatie van Midden- en Oost-Europa na de val van de verschillende totalitaire regimes aldaar. Vanaf 2001 behoorde ze tot de eerste zes rechters ad litem van het Joegoslavië-tribunaal in Den Haag en diende ze voor een termijn van drie jaar. Hierna werd ze door Václav Klaus herbenoemd in haar functie van rechter van het constitutionele hof.